# Rhoicinus rothi
Espèce
Rhoicinus rothi est une espèce d'araignées aranéomorphes de la famille des Trechaleidae.

## Distribution
Cette espèce est endémique du Pérou.

## Description
La femelle holotype mesure 10,25 mm, sa carapace mesure 5,08 mm de long sur 3,56 mm de large et le mâle paratype 11,63 mm, sa carapace mesure 4,65 mm de long sur 3,44 mm.

## Étymologie
Cette espèce est nommée en l'honneur de Vincent Daniel Roth.

## Publication originale
- Exline, 1960 : Rhoicinine spiders (Pisauridae) of western South America. Proceedings of the California Academy of Sciences, vol. 29, p. 577-620 (texte intégral).